# Miopithecus talapoin
Miopithecus talapoin, o talapoim-angolano ou talapoim-do-sul, é um macaco do Velho Mundo, da subfamília Cercopithecinae. É encontrado em floresta riparias de Angola e da República Democrática do Congo. Ao contrário de Miopithecus ogouensis, essa espécie possui orelhas e face de cor preta. Os talapoins são a menor espécie de macacos do Velho Mundo.